# 2018 au Burkina Faso
Cette page concerne des événements qui se sont produits durant l'année 2018 du calendrier grégorien au Burkina Faso.

## Événements

### mars
- 2 mars : une double attaque à Ouagadougou fait 8 morts et 61 blessés.

### octobre
- 3 et 4 octobre : l'attaque djihadiste d'Inata fait 1 mort et 1 blessé dans le nord du pays.

### décembre
- 27 décembre : l'embuscade de Loroni fait 10 morts et de 3 à 8 blessés

## Décès
- 18 février : Idrissa Ouedraogo, réalisateur.